# Miletus praeclarus
Miletus praeclarus är en fjärilsart som beskrevs av Hans Fruhstorfer 1908. Miletus praeclarus ingår i släktet Miletus och familjen juvelvingar. Inga underarter finns listade i Catalogue of Life.